# Eskişehir

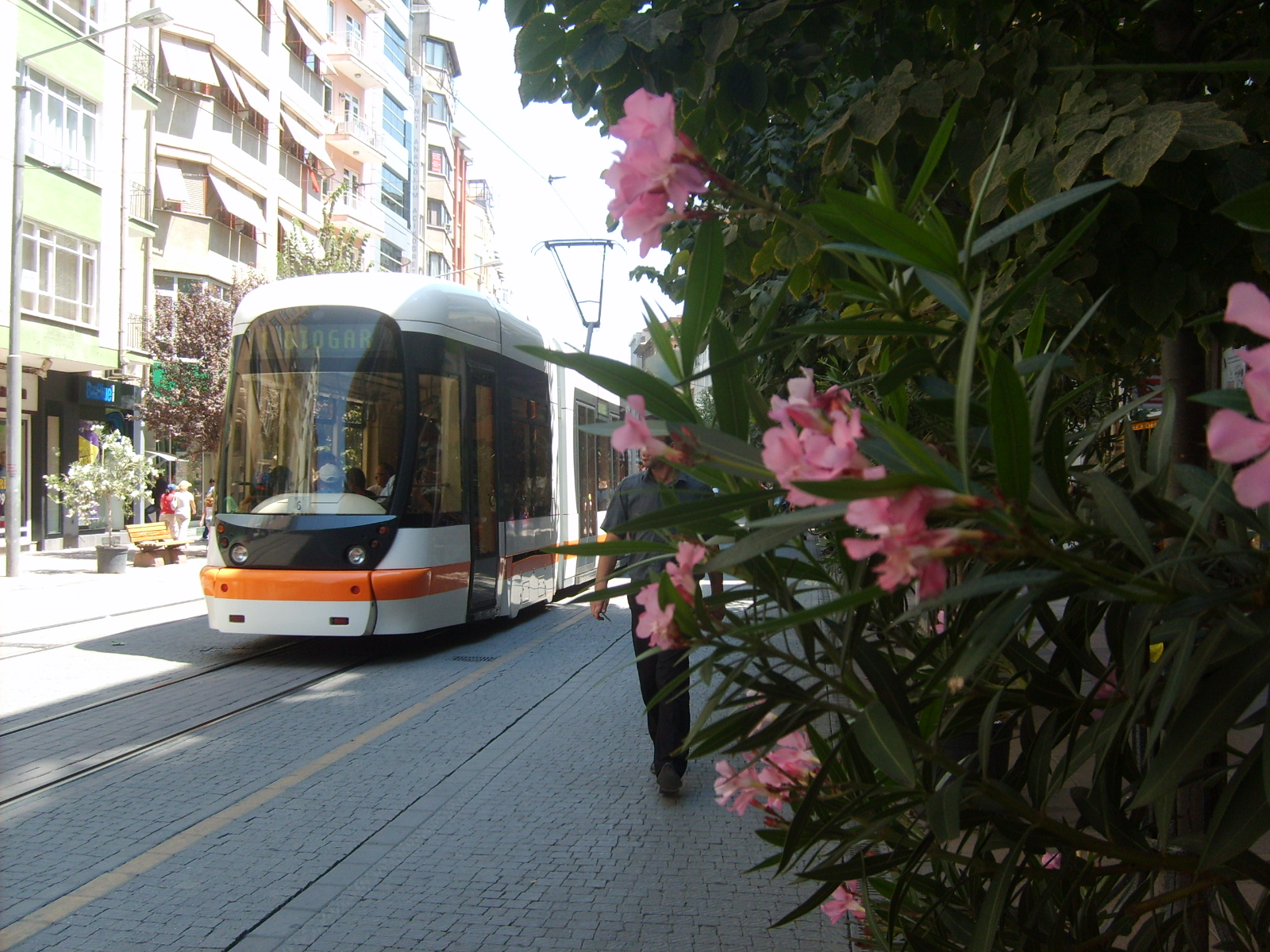
Estram, stadens spårvagn.

Eskişehir (turkiska för "Gammal stad", på grekiska Δορύλαιον, Dorylaion) är en stad i Anatolien i västra Turkiet. Den ligger cirka tjugo mil sydväst om Ankara, vid floden Porsuk, och är administrativ huvudort för provinsen Eskişehir. Storstadskommunen har cirka 900 000 invånare och administrerar de två distrikten Odunpazarı och Tepebaşı.

## Historia
Staden är känd sedan antiken, då den på grekiska hette Δορύλαιον (Dorylaion) och på latin Dorylæum. Staden var känd för sina varma bad, och den var betydande som en knutpunkt i norra Frygien för de handelsvägar som från kusten ledde in i det inre av Mindre Asien. 1097 besegrade korsfararna under Bohemund och Gottfrid av Bouillon den seldjukiske sultanen av Iconium, Kilij Arslan I i ett slag vid Dorylæum.
Den moderna staden är uppbyggd efter kriget mot Grekland 1920-1922.

## Näringsliv
Eskişehir är en av landets viktigaste industristäder, med transport-, cement-, textil- och livsmedelsindustri. I närheten av staden finns sjöskumsgruvor.

## Kultur
Eskişehir är en universitetsstad med de två stora universiteten Osmangazi och Anadolu. Anadolu-universitetet är Turkiets största med bland annat en japansk trädgård i campusområdet, och Osmangazi är ett medicinskt universitet. Utanför staden finns även berömda varma källor.

## Transport
Eskişehir var den fjärde staden i Turkiet som fick spårvagn, efter Adana, Izmir och Istanbul. Staden har järnvägsförbindelse med bland annat Ankara.